# Bellura
Bellura é um gênero de traça pertencente à família Arctiidae.